# Lucius Orbilius Pupillus

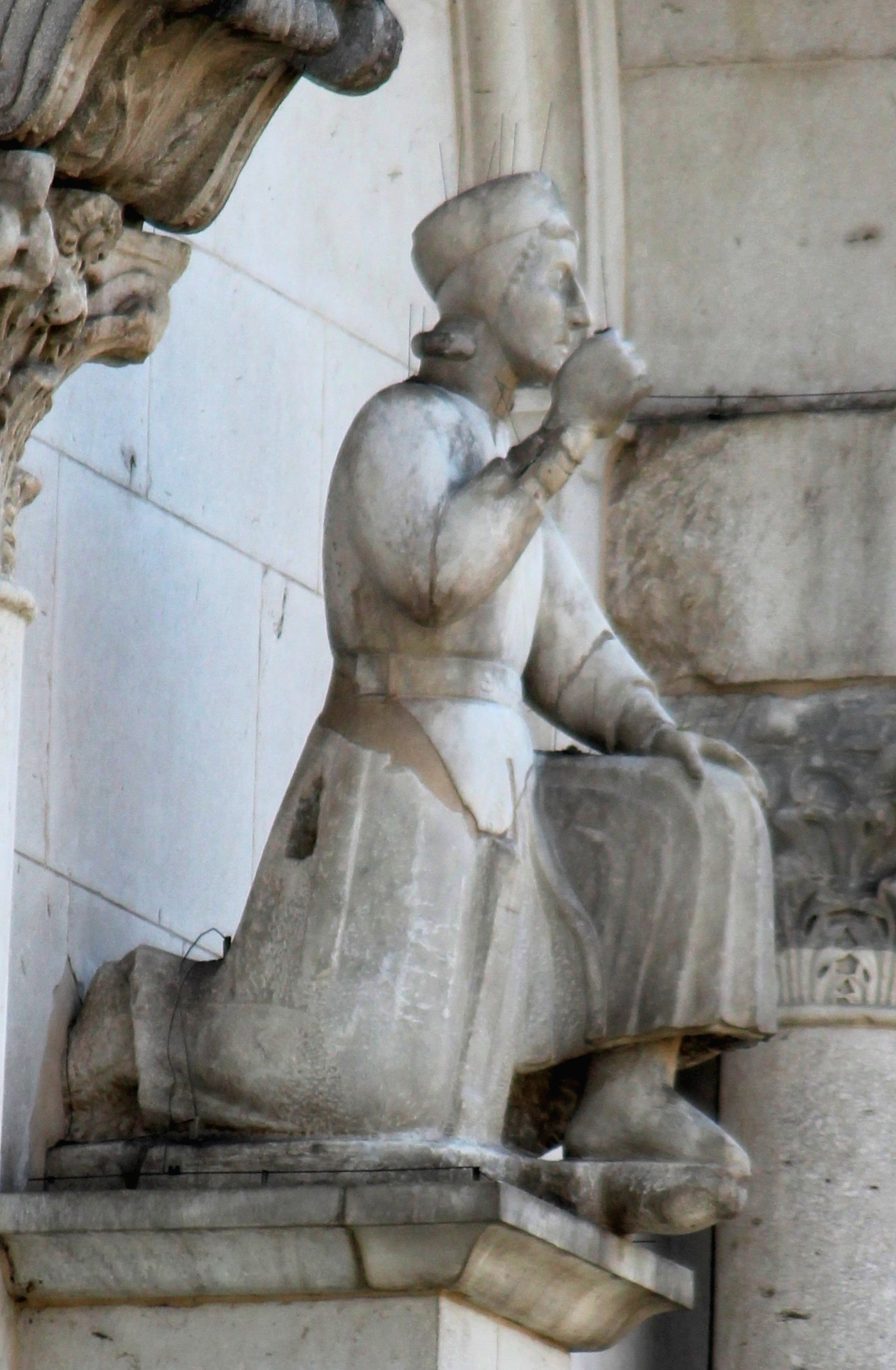
Figur unbekannter Bedeutung am Dom von Benevent, die im Volksglauben für die von Sueton erwähnte Orbilius-Statue gehalten wird

Lucius Orbilius Pupillus, meist einfach Orbilius (* 113 v. Chr. in Benevent; † 13 v. Chr. in Rom), war ein lateinischer Grammatiker und Pädagoge.
Nach dem Tod seiner Eltern verarmt, diente er laut Sueton als Verwaltungsbeamter und Soldat, bevor er in seiner Heimatstadt Benevent einen eigenen Schulbetrieb eröffnete, den er in seinem 50. Lebensjahr 63 v. Chr. nach Rom verlagerte. Dort erwarb er sich zwar fachliche Anerkennung, brachte es aber nicht zu Wohlstand und lebte in einfachsten Verhältnissen. Mit zunehmendem Alter verhärtete sich sein Wesen.
In Rom gehörte Horaz zu den Schülern des über Sechzigjährigen. Er zeichnete später in einem Brief (epist. 2, 1) ein knappes, wenig schmeichelhaftes Porträt seines Lehrers, durch das Orbilius für die Nachwelt sprichwörtlich wurde. So erhielt er von seinem Schüler das Beiwort plagosus („reich an Hieben“), das auch von Sueton (gramm. 9, 2) bezeugt wird. Seither steht sein Name für den Typus des kleinlichen, jähzornigen und strafenden Lehrers.
Orbilius starb hochbetagt im Alter von fast 100 Jahren. Er hinterließ einen Sohn gleichen Namens, der ebenfalls Grammatik lehrte. Sueton berichtet, dass auf dem Kapitol von Benevent eine Statue des Lucius Orbilius Pupillus aufgestellt wurde, die ihn sitzend im Pallium zeigte.